# Cody Rhodes
Cody Runnels (født 30. juni 1985) er en amerikansk wrestler, der er bedre kendt under ringnavnet Cody Rhodes. Runnels er medskaber og vicepræsident for All Elite Wrestling. Han har vundet WWE's World Tag Team Championship tre gange, én gang med Hardcore Holly og to gange med Ted DiBiase. 
Runnels startede sin karriere i 2006, hvor han wrestlede under sit rigtige navn i Ohio Valley Wrestling (OVW). I World Wrestling Entertainment fik han sin debut i juli 2007 som Cody Rhodes. Samme år i december vandt han sin første titel sammen med Hardcore Holly. De forsvarede WWE's World Tag Team Championship i seks måneder, hvorefter Rhodes vendte sig mod sin makker, efter at han havde dannet en hemmelig alliance med Ted DiBiase. Rhodes og DiBiase vandt derefter VM-bælterne to gange sammen. I 2009 dannede makkerparret gruppen The Legacy med Randy Orton, og de hjalp Orton til flere VM-titler. I 2010 gik gruppen i opløsning, og de tre medlemmer mødtes i en Triple Threat match ved WrestleMania XXVI, som Orton vandt.